# Bayer AG
Bayer AG är ett tyskt multinationellt kemi- och läkemedelsföretag med huvudkontor i Leverkusen, Tyskland.
Bayer är en av världens ledande koncerner inom den kemisk-tekniska industrin och producerar bland annat läkemedel och trädgårdsprodukter. Bland företagets produkter är Aspirin och Heroin de mest kända. Företagets logotyp är det så kallade Bayerkorset. Idag är Bayer AG konstruerat som ett holdingbolag.
De affärsdrivande delarna drivs av tre delkoncerner:
- Bayer Healthcare
- Bayer CropScience
- Bayer MaterialScience

## Historia
Bayer förknippas idag starkt med Leverkusen men har sitt ursprung i det som senare blev staden Wuppertal. I Barmen grundade Friedrich Bayer tillsammans med färgarmästaren Johann Friedrich Weskott företaget 1863 som Friedr. Bayer & Co. 1865 följde intåget på USA-marknaden då man engagerade sig i en tjärfabrik i Albany i delstaten New York. 1876 följde den första filialen i Ryssland. 1878 blev Elberfeld, idag en del av Wuppertal, nytt säte för verksamheten. Under kommande år etablerades dotterbolag i Ryssland, Frankrike, Belgien, Storbritannien och USA. Leverkusen, Dormagen, Elberfeld och Uerdingen (Krefeld) är de fyra klassiska Bayerfabrikerna.
1881 skapades företaget Aktiengesellschaft Farbenfabriken vorm. Friedr. Bayer&Co. 1884 började Carl Duisberg vid Bayer som kemist och han var med och skapade en internationell storkoncern genom banbrytande utvecklingsarbete. 1888 började man med läkemedel och 1897 skapade Arthur Eichengrün och Felix Hoffmann storsuccén Aspirin. Det är oklart vem av de två som var huvudansvarig för upptäckten. Heroin tillverkades först av Bayer AG 1899 som lanserade det som ett helt ofarligt och icke vanebildande medel för den som var beroende av morfin. Andra narkotikaklassade preparat som Bayer tagit fram är Fenobarbital (1911) och Cyklobarbital (1924) och Propiram (1963).
1891 började Bayer sin verksamhet i Leverkusen. Efterhand blev fabriksområdena i Elberfeld i Wuppertal för små och då det inte fanns utrymmen att bygga ut valde man att flytta verksamheten till dagens Leverkusen genom uppköpet av företaget Dr. Carl Leverkus & Söhne - Dr Leverkus gav alltså senare namn åt Leverkusen. 1912 flyttade man huvudkontoret hit.
Bayer ingick tidigt inom den kartell som utvecklades till IG Farben. 1905 inleddes ett samarbete som föregick skapandet av IG Farben mellan Bayer, BASF och Agfa. 1915–1916 utökades intressegemenskapen med ytterligare branschföretag med målet att kunna ta tillbaka de förlorade exportmarknaderna som drabbat den tyska kemiindustrin stort.

### Bayer under första världskriget
Första världskriget ändrade företagets inriktning och man blev en del av den tyska rustningsindustrin med tillverkning av sprängmedel och kemiska vapen. Senapsgasen uppfanns gemensamt av forskare på Bayer och Kaiser Wilhelm-institutet 1916. Tyskarna kallade till en början gasen för LOST efter de två första bokstävernas i uppfinnarnas efternamn, Lommel och Steinkopf. 1917 startades fabriken i Dormagen. Kriget gjorde att man förlorade sina många exportmarknader och efter kriget blev man av med sina utländska dotterbolag, bland annat förlorade man bolaget i Ryssland som en följd av revolutionen. I USA tog staten kontrollen över amerikanska Bayer med produkter och varumärken och sålde vidare dessa till konkurrenter. Bland de varumärken och patent som Bayer förlorade var Aspirin som såldes vidare till Sterling Drug 1918. Aspirin har kommit att bli ett allmänt ord för huvudvärkstablett i USA och på 1950-talet förlorade Sterling sina exklusiva rättighet till namnet. Bayer förlorade även patentet till Aspirin i Frankrike och Storbritannien.
Efter kriget var man tvungen att bygga upp företaget på nytt i en tid av ekonomisk stagnation.

### Bayer i IG Farben
De ekonomiskt svåra tiderna och problemen man fått sedan exportmarknaderna i praktiken försvunnit gjorde att de ledande tyska kemi- och läkemedelsbolagen gick samman till IG Farben 1925. Den drivande i skapandet av IG Farben var Bayer-chefen Carl Duisberg. Leverkusen och Bayer blev IG Farbens centrum för läkemedelstillverkning och man fortsatte att använda Bayerkorset som symbol. Samtidigt blev Bayer IG Farbens största färgämnesfabrik. Inom forskningen koncentrerade man sig på utvecklingen av kautschuk och polymerkemi. 1937 uppfann Otto Bayer Polyurethan. 1939 tilldelades Gerhard Domagk vid Bayer Nobelpriset i medicin för sin upptäckt av den antibakteriella verkan hos sulfonamid. Efter att återigen drabbats av ekonomisk stagnation i samband med börskraschen 1929 och en stor del av de anställda fått gå växte man under 1930-talet. Nazisternas upprustning inför andra världskriget startade och industrin fick en central roll. IG Farben med Bayer sågs som en av de viktigaste delarna i rustningsindustrin och fabrikerna i Leverkusen, Dormagen, Elberfeld och Uerdingen ställdes tidigt om till rustningsproduktion och när kriget bröt ut krigsproduktion.

### Bayer under andra världskriget
Under kriget arbetade utländsk arbetskraft och tvångsarbetare i fabrikerna. Vid krigsslutet 1945 intogs fabrikerna av amerikanska trupper men det var den brittiska militärregeringen som fick ansvaret då Leverkusen låg i britternas zon. Ulrich Haberland var ledare för företaget som på grund av sin inriktning, befolkningen var i stort behov av produkter som läkemedel, fick tillstånd att åter starta upp verksamheten i ett tidigt skede.
IG Farben var delaktigt i utrotningen av judarna under andra världskriget genom nazistregimens bildande av IG Farben där Bayer tillsammans med BASF, Hoechst och tre andra företag ingick. IG Farben tog fram den effektiva dödsgasen Zyklon B som användes i dödslägren.

### Återuppbyggnad
Efter kriget delades IG Farben upp i de ursprungliga företagen av de allierade segrarmakterna. Framtiden var länge oviss där IG Farben från början skulle splittras i en rad mindre företag men till slut återskapades de tidigare bolagen. Dagens Bayer AG grundades 19 december 1951. 1952 blev Agfa ett dotterbolag till Bayer. Under de kommande åren återuppbyggdes koncernen och dotterbolag i utlandets grundades. Man koncentrerades sig på forskning och utveckling. Fritz ter Meer blev 1951 ny styrelseordförande för Bayer AG. Ter Meer hade suttit med i IG Farbens styrelse från 1925 och byggt upp företagets fabrik i Auschwitz där 30 000 fångar dödats. Vid IG Farben-processen dömdes han 1948 till sju års fängelse men släpptes efter tre år.
- 1957 slog man på allvar in sig i petrokemi då man bildade företaget Erdölchemie GmbH tillsammans med BP:s tyska bolag Deutsche BP. Dormagen blev produktionsort.
- 1962 hade företaget 61 000 anställda i Västtyskland och omsatte fyra miljarder d-mark. Propiram patenterades 1963 av Bayer.
- 1964 slogs dotterbolaget Agfa samman med belgiska Gevaert.
- 1971 skapades dagens Bayer AG och en ny företagsorganisation skapades.

Oljekriserna 1973 och 1979 drabbade Bayer och hela kemibranschen då oljepriserna steg kraftigt med recession som följd. Bayer växte samtidigt då man byggde ut sina verksamheter, bland annat med en femte fabrik i Tyskland i Brunsbüttel. På den amerikanska marknaden stärkte man sin ställning med köpen av Cutter Laboratories Inc. och von Miles Laboratories Inc.
1986 fick man tillbaka delar av rättigheterna att använda namnet Bayer som varumärke på den amerikanska marknaden.

### Bayer AG efter 1990

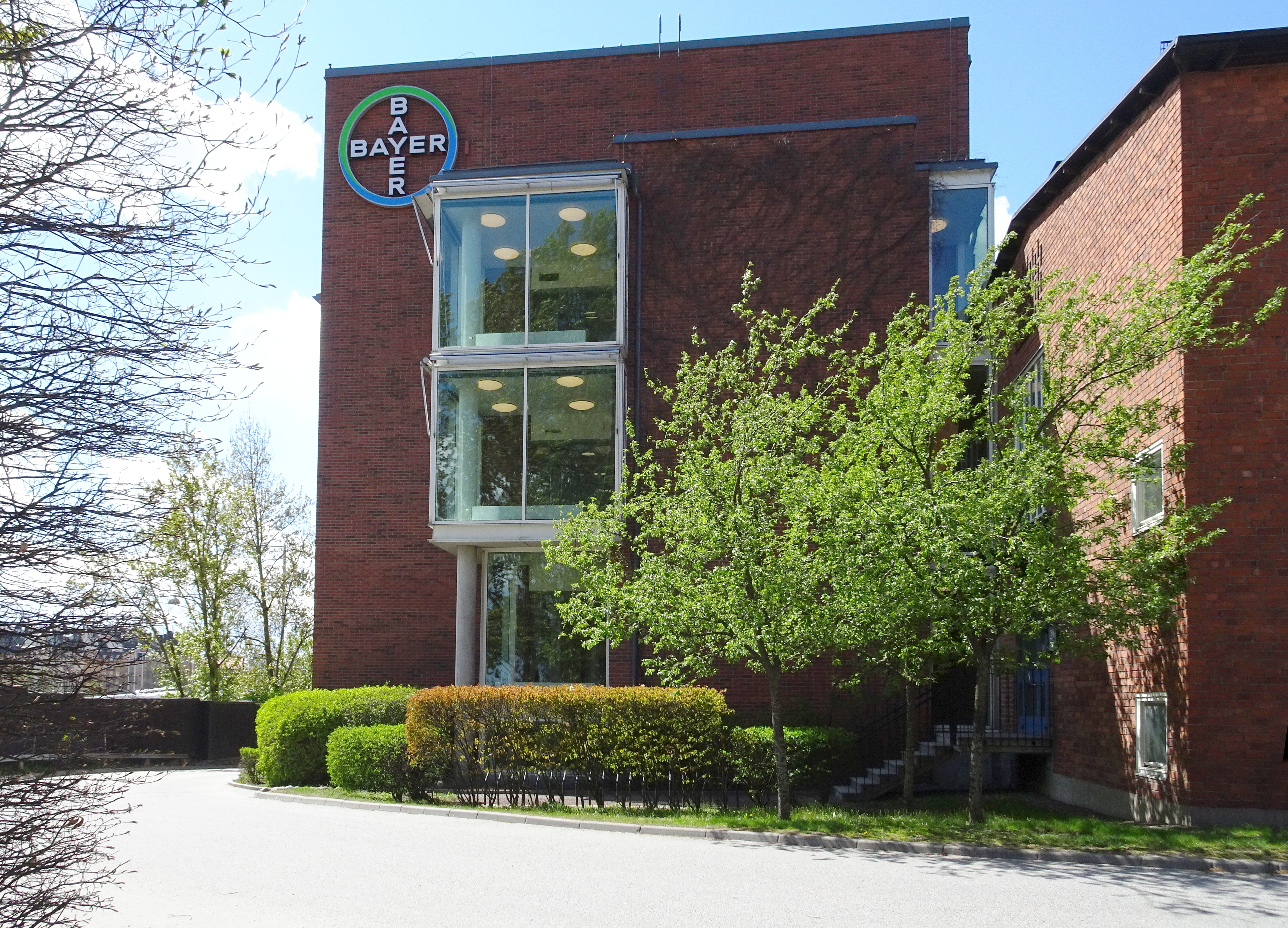
Sedan maj 2019 har Bayer sitt svenska huvudkontor på Campus Solna.

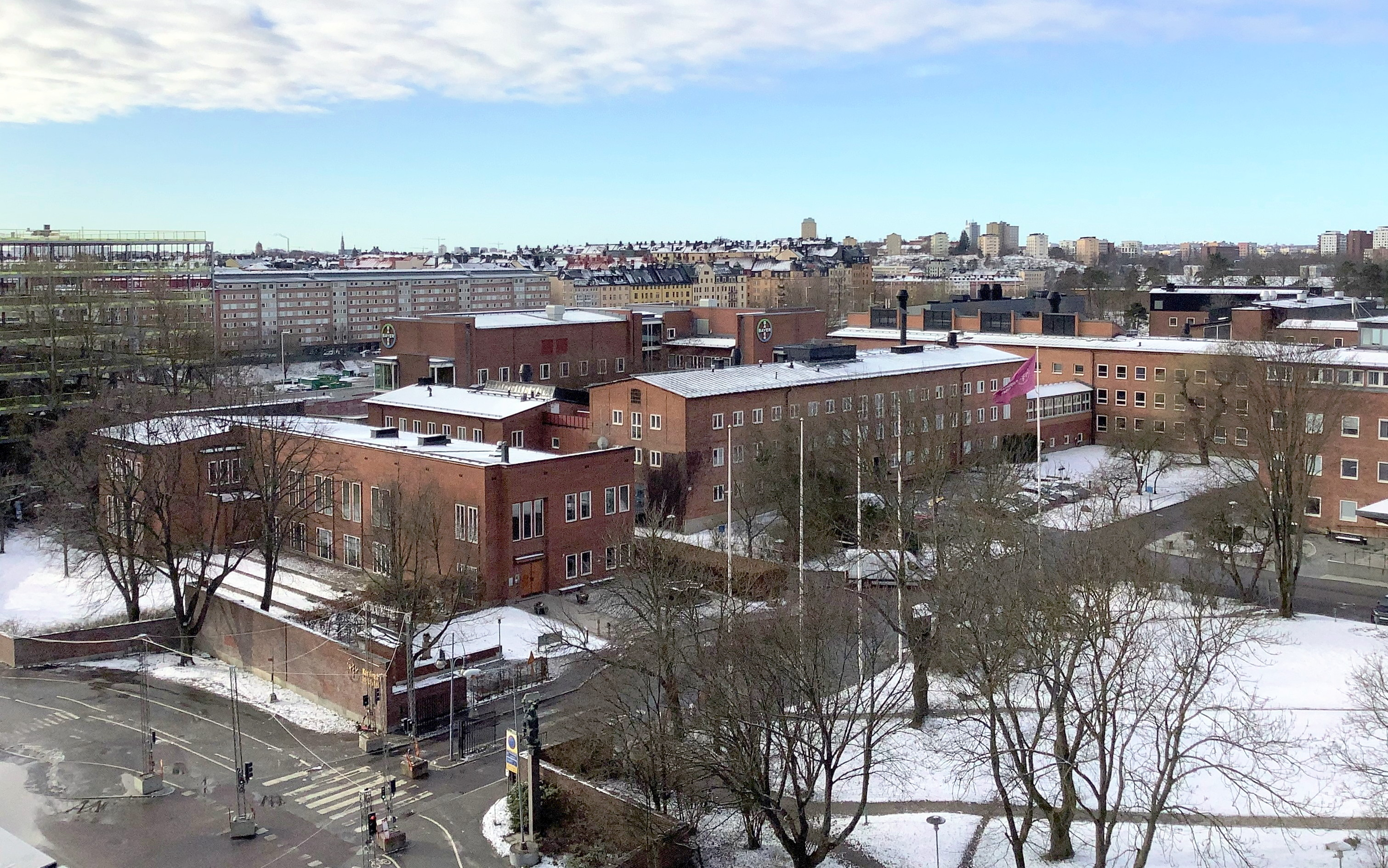
Del av Campus Solna, med bland annat Bayer AG:s huvudkontor i bakgrunden.

1994 fick man helt tillbaka rätten att använda sina varumärken i USA och Kanada vilket var en verklig milstolpe då man under 75 år inte haft rätten att använda sin logotyp Bayerkorset på den amerikanska marknaden. Detta skedde genom köpet av Sterling Winthrop.
1999 firade Bayer att Aspirin funnits i 100 år. En av de mest synliga delarna av firandet var när man klädde in huvudkontoret Bayer-Hochhaus i Leverkusen så att det såg ut som en gigantisk Aspirin-förpackning. Bayer kom på så sätt in på tre ställen i Guinness Rekordbok.
Under 2000-talet har företaget inlett ett omstruktureringsarbete för att komma tillbaka efter några ekonomiskt svaga år. Bayer AG gjordes om till ett holdingbolag med tre bolag som är ansvariga för respektive affärsområde sedan 2003: Bayer Healthcare, Bayer CropScience och Bayer MaterialScience. Werner Wenning har lett arbetet med att omstrukturera Bayer AG.
2006 köpte Bayer Schering AG som döptes om till Bayer Schering Pharma AG.
2016 aviserade Bayer sin avsikt att förvärva Monsanto för 66 miljarder USD. Efter att ha fått USA:s och EU:s godkännande fullföljdes köpet den 7 juni 2018.

## Tillverkningsorter

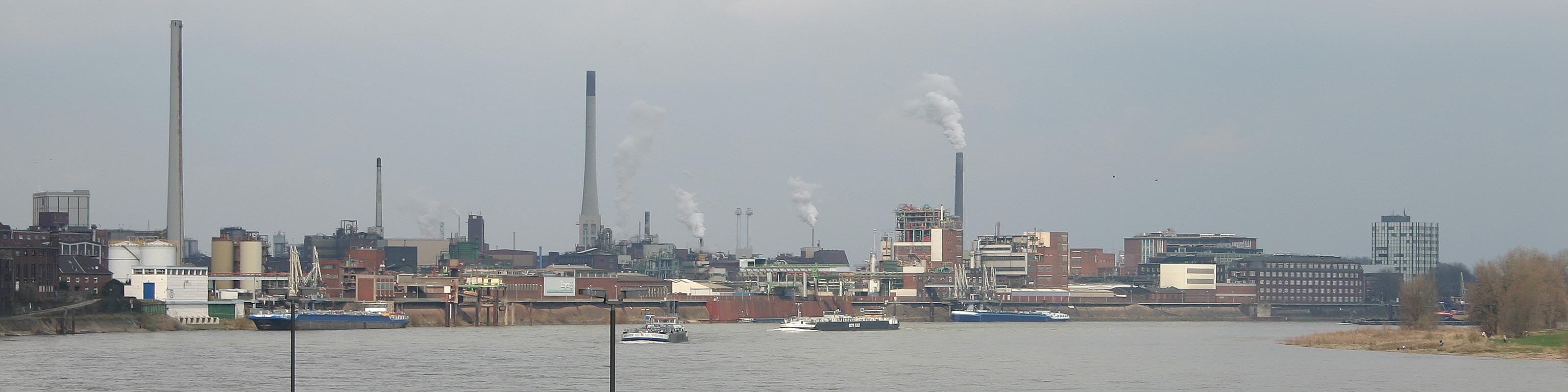
Bayer AG i Krefeld-Uerdingen.

- Wuppertal-Barmen (1863)
- Krefeld-Uerdingen (1877)
- Wuppertal-Elberfeld (1878)
- Leverkusen (1895-1912)
- Dormagen (1917)
- Antwerpen (1967)
- Brunsbüttel (1973)
- Monheim (1979)
- Bitterfeld (1992)

## Personer
- Friedrich Bayer
- Carl Duisberg
- Otto Bayer
- Gerhard Domagk
- Ulrich Haberland
- Kurt Hansen
- Herbert Grünewald
- Hermann Josef Strenger
- Manfred Schneider

## Bayers sportengagemang
Bayer har blivit mycket känt för sitt stora engagemang inom elit- och breddidrott. Företaget sponsrar Bundesliga-laget Bayer Leverkusen som från början var företagets eget lag samt en rad andra lag inom olika sporter, bland annat basket, handboll och friidrott. Bayers sportengagemang är vid de fyra produktionsorterna Leverkusen, Dormagen, Uerdingen och Wuppertal med totalt 27 klubbar och omkring 50 000 medlemmar. Största av dessa är TSV Bayer 04 Leverkusen med runt 10 500 medlemmar.
Fotbollsarenan BayArena har fått sitt namn från Bayer AG liksom det tidigare namnet Ulrich-Haberland-Stadion som namngivits efter Ulrich Haberland.